# Injustícia epistèmica
La injustícia epistèmica és un fenomen que menysté les aportacions d'un subjecte al camp del coneixement pels prejudicis sobre qui és o el grup a qui pertany. S'acostuma a produir sobre les dones, investigadors no blancs o persones pertanyents a col·lectius oprimits. El terme fou encunyat per Miranda Fricker i actualment és objecte d'estudi de l'epistemologia feminista.

## Tipus
La injustícia epistèmica es pot presentar sota formes molt diverses: no citar articles de determinades persones o fer-ho amb més freqüència que d'altres de qualitat equivalent, bandejar temes de l'agenda central del coneixement, menystenir o ridiculitzar els arguments dels recercadors (sovint ad hominem), posar més barreres a la publicació del pensament dels investigadors o demanar requisits diferents per a ladifusió del propi pensament.
Quant al tipus de prejudicis adoptats sobre la persona que coneix, es diferencien dues classes de justícia epistèmica. La primera s'anomena injustícia testimonial i fa referència al valor subjectiu atorgat a una afirmació segons qui l'emeti. Inclous prejudicis identitaris segons la classe, el gènere, l'ètnia, l'orientació sexual, edat o la manera d'expressar-se de l'emissor. La injustícia hermenèutica, per contra, es refereix a aquells conceptes que estan més o menys present en el discurs central del coneixement segons siguin propis o més freqüents d'un determinat col·lectiu. Inclou també la manca de termes per expressar determinades realitats, que fan més difícil la seva anàlisi. Per exemple, abans de l'aparició de l'expressió "assetjament sexual" era més difícil que les dones identifiquessin les agressions com a tals. Els grups poderosos defineixen de què i com es parla i deixen fora les experiències subjectives dels oprimits.
S'exclouen del concepte d'injustícia epistèmica els prejudicis sobre asseveracions o experiències quan aquests estan basats en l'experiència prèvia amb el subjecte particular en quant a informant, i no com a membre d'un grup o pels seus trets particulars. És a dir, posar en dubte una afirmació d'una persona que s'ha demostrat mentidera o ignorant en aquell afer en el passat seria un biaix però no injustícia epistèmica.

## Causes i efectes
La injustícia epistèmica és una conseqüència de la discriminació social de determinats col·lectius que fa que es projectin prejudicis sobre la seva vàlua i que per tant el gruix de la societat rebi amb prevenció les seves afirmacions. En provenir de causes socials, la teoria de la interseccionalitat prediu que un individu pertanyent a diversos col·lectius marginats patirà en més grau aquesta discriminació, per tant una dona negra serà menys escoltada o haurà de demostrar més mèrit com a científica que un home blanc.
Aquest fenomen suposa un greuge comparatiu que atempta contra l'autoestima del subjecte afectat i la seva identitat, però també priva el conjunt dels ciutadans de les seves aportacions (o bé són més complicades de trobar i relacionar amb el gruix del saber) i, per tant, la injustícia de l'exclusió o menysteniment perjudica la comunitat sencera on es duu a terme.